# Álvaro Aldana
Álvaro Sánchez Aldana (Cúcuta, Colombia, 5 de enero de 1985) es un periodista, docente y presentador de noticias colombiano.

## Biografía
Es hijo de María Adela Aldana y Álvaro Sánchez. Comunicador social y periodista egresado de la Universidad de Pamplona.
Fue presentador del noticiero y del magazín "el primer café" del canal capital. En noviembre de 2011 ganó el premio de periodismo económico FASECOLDA por su investigación sobre las incidencias del invierno en la economía colombiana y los seguros contra catástrofes. Álvaro recibió Mención de Honor en Televisión por el trabajo “El desplazamiento en Colombia, un drama de nunca acabar”, Premio Anual de prensa, Alcaldía de Cúcuta en 2003. Obtuvo Mención Especial por el trabajo ¿Casa Asegurada? en los Premios Seguros Fasecolda 2014. 
En el año 2012 viajó a Rusia para presentar noticias en la cadena de televisión internacional RT (Russia Today). Fue presentador de las noticias del fin de semana de Citytv, copresentador de portafolio tv, asesor en comunicaciones y docente de la facultad de comunicación social de la Universidad de la Sabana.
Trabajó como asesor de prensa del Vicefiscal General en el año 2012, luego de su regreso de Rusia. Estuvo a cargo de la creación de blogs para una campaña política y ha presentado programas del sector empresarial como la SPE y BBVA.
En febrero de 2019 salió del Sistema Informativo de Citytv y fue remplazado por el periodista Matheo Gelves. En 2024 dirigió el programa "Señal de la Mañana" de Radio Nacional y Canal Institucional en RTVC.